# إضراب مزارعي البن الكولومبيين 2013
إضراب مزارعي البن الكولومبيين 2013 كان وقفًا لأنشطة القطاع الاقتصادي للبن الكولومبي، تم تنفيذه مع تحقيق تعبئة مختلفة في العديد من بلديات البلاد، وبالتالي تم إغلاق الطرق وقامت أعمال شغب بين الفلاحين وسرب متنقل لمكافحة الاضطرابات. بدأ الإضراب في 25 فبراير 2013، وفي 2 مارس، على الرغم من التوصل لاتفاقات بين الحكومة وممثلي مزارعي البن، استمر الإضراب. أخيرًا وفي الثامن من نفس الشهر توصل الطرفان إلى اتفاق يتم من خلاله الاعتراف بالتحسينات في ممارسة زراعة البن، وبالتالي نهاية الإضراب.
جاءت احتجاجات زراع البن بعد أن اعتبروا أن الحكومة الوطنية لا تساعدهم في مواجهة الصعوبات الاقتصادية في ذلك الوقت. وفقًا للمزارعين توقفت زراعة البن التي تمثل رمزًا لكولومبيا، عن كونها تجارة مربحة لأن الإنتاج قد انخفض بشكل كبير. من جانبه الاتحاد الوطني لمزارعي البن في كولومبيا وهو أعلى هيئة تروج لإنتاج القهوة في البلاد على رأس مديره لويس جينارو مونيوز جنبًا إلى جنب مع اللجنة الوطنية للبن أعربوا عن رفضهم الشديد للإضراب، معتبرين عدم تعاطفهم مع الإشارة إلى مشاركة منظمات مسلحة غير شرعية في الأحداث. ذهب رئيس كولومبيا خوان مانويل سانتوس ووزرائه بصرف النظر عن الموافقة على ما قاله الاتحاد واللجنة، إلى أبعد من ذلك ووصف الإضراب بأنه غير مبرر وحث الفلاحين على «الدفاع عن مؤسسية الحبوب». وقال الرئيس: هذا الإضراب ليس له ما يبرره، إذا كان هناك شيء ما ساعد البلاد هو الطابع المؤسسي للبن، فيجب على منتجي الحبوب الدفاع عن ذلك كما أعلنا بالفعل، لهذا الإضراب مكونات سياسية.
انتهى الإضراب في 8 مارس بعد اتفاق بين الطرفين.